# Tamási (distrikt)
Tamási är ett distrikt i Ungern. Det ligger i provinsen Tolna, i den västra delen av landet, 110 km sydväst om huvudstaden Budapest.